# 久留米リハビリテーション学院
久留米リハビリテーション学院（くるめリハビリテーションがくいん）は、福岡県八女郡広川町水原1541番地にある理学療法士・作業療法士を養成する4年制専門学校。

## 概要
医療法人八女発心会が運営する福岡県で唯一の『医療法人立リハビリテーション専門学校』である。母体の「姫野病院」や隣接している介護老人保健施設「舞風台」で医療法人の強みを生かした、実習経験を一年次から積むことができるなど、学生一人一人を全面的にバックアップしている。
４年制専門学校であるため、卒業後は高度専門士という大学卒業と同等の称号が付与される。また、作業療法学科は世界作業療法士連盟（WFOT）の認定校として登録されているため、海外で作業療法士として活躍することが可能である。
自然に囲まれた勉強に集中できる環境と、開校当初から実施している「e-school」などの独自の授業法やカリキュラムにより、近年の国家試験合格率は7年連続で理学療法学科100％合格（第54回、第55回、第56回、第57回、第58回、第59回、第60回）という全国の専門学校で唯一の成績を残している。
2025年度より、「グループ学習」と「AI」を組み合わせた独自の国家試験対策プログラム「KRi AI学習支援システム」が導入された。このシステムの活用により、全国規模で実施される5種類の国家試験対策模試において、すべてで全国1位を獲得した学生が輩出されるなど、成果を上げている。
また、「誠実な医療人」を社会に輩出するため、令和３年度から「KRiコーチング」「KRi読解力向上CLUB」などの取り組みを実施し、『高い専門性』と『広い社会性』を融合した教育理念を掲げている。
平成22年度から導入した「新・学費分割プラン」という月払いの学費制度は、手数料無料という全国でも珍しい制度である。また、「高等教育の修学支援新制度」対象校にも認定されている。

## 設置学科
- 医療専門課程
  - 理学療法学科（昼間・4年制）
  - 作業療法学科（昼間・4年制）

## 沿革
- 2003年（平成15年）開校
- 2007年（平成19年）文部科学大臣より「高度専門士」の称号付与認可
- 2013年（平成25年）一般社団法人リハビリテーション教育評価機構認定
- 2017年（平成27年）文部科学大臣より職業実践専門課程認定
- 2018年（平成28年）世界作業療法士連盟（WFOT）認定登録
- 2019年（令和元年）文部科学大臣より「高等教育の修学支援新制度」認定